# Władysław Smoleński

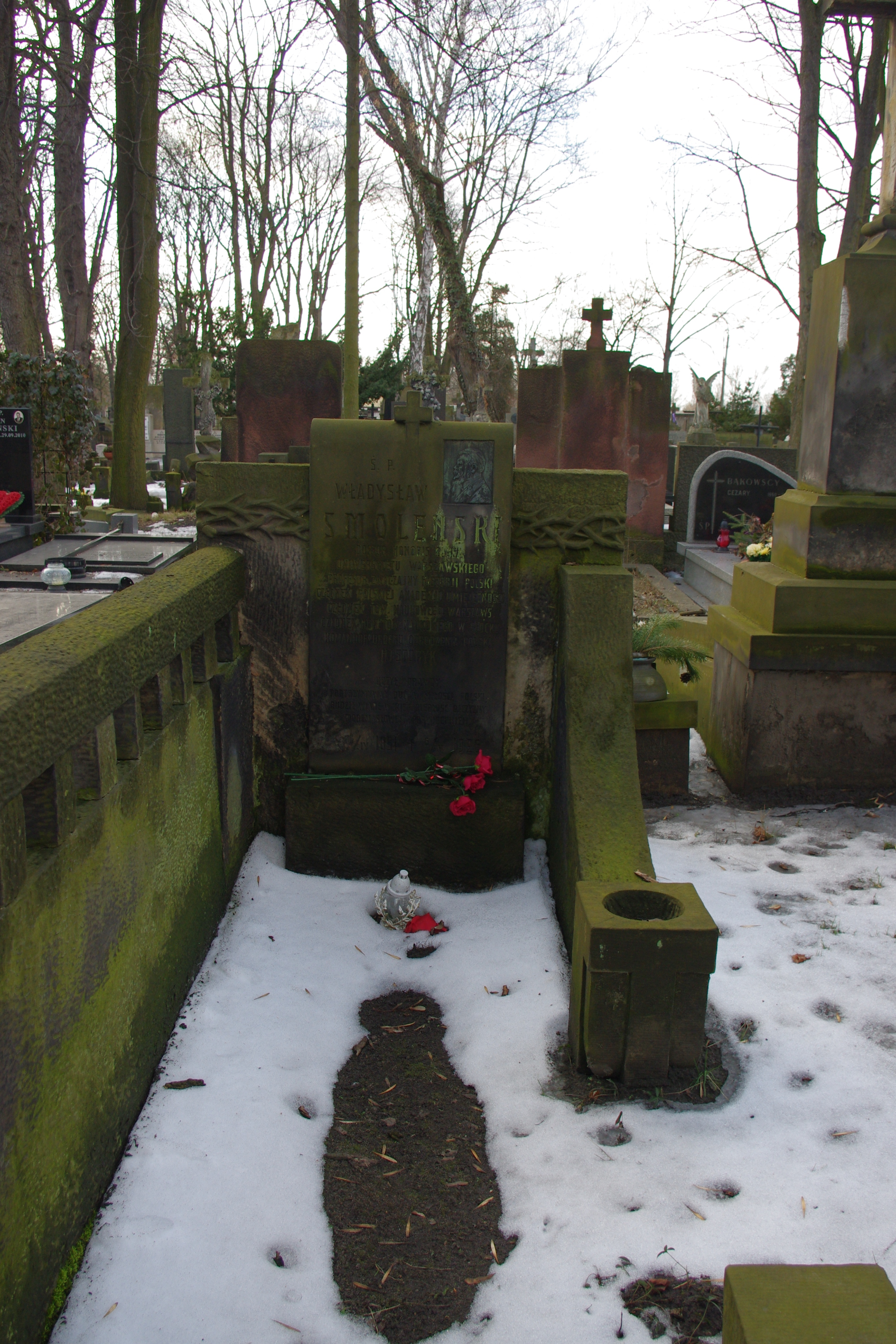
Grób historyka Władysława Smoleńskiego na cmentarzu Powązkowskim w Warszawie

Władysław Smoleński, pseud. m.in. Władysław Grabieński (ur. 6 kwietnia 1851 w Grabienicach Małych, zm. 7 maja 1926 w Warszawie) – polski historyk, przedstawiciel tzw. szkoły warszawskiej,  profesor Uniwersytetu Warszawskiego, autor prac historycznych, członek Towarzystwa Historycznego we Lwowie.

## Życiorys
Urodził się 6 kwietnia 1851 w Grabienicach Małych w byłym powiecie niedzborskim na Mazowszu w rodzinie Józefa i Balbiny ze Smosarskich. Kształcił się w szkołach w Lipnie i Mławie, a następnie uczęszczał do płockiego Gimnazjum Rządowego. Studiował na wydziale prawa Uniwersytetu Warszawskiego. W 1881 r. został członkiem Akademii Umiejętności, a w 1882 otrzymał profesurę w Cesarskim Uniwersytecie Warszawskim. Wśród jego licznych publikacji naukowych ważne miejsce zajmują książki, które stanowiły swoisty punkt graniczny w badaniach nad oświeceniem, wytyczały nowe kierunki i obszary poszukiwań. Interesował go przede wszystkim okres najbardziej intensywnych poczynań reformatorskich związanych z Sejmem Czteroletnim oraz postacie działaczy o poglądach najbardziej radykalnych w sferze ideowej. Jako wykładowca historii brał udział w pracach Uniwersytetu Latającego. Członek Towarzystwa Naukowego Warszawskiego. Specjalizował się w historii osiemnastowiecznej Polski i dziejach szlachty mazowieckiej. 
W 1921 uzyskał na Uniwersytecie Warszawskim doktorat honoris causa.
Jego księgozbiór wchodzi w skład zbiorów Biblioteki im. Zielińskich Towarzystwa Naukowego Płockiego w Płocku.
Pochowany na Starych Powązkach w Warszawie (kwatera 69-1-22).

## Dzieła
- Dzieje narodu polskiego cz.1 (Kraków 1897), cz.2 (Kraków 1898),  pełne wydanie (Warszawa 1919)
- Szkice z dziejów szlachty mazowieckiej
- Przewrót umysłowy w Polsce wieku XVIII. Studia Historyczne
- Wiara w życiu społeczeństwa polskiego w epoce jezuickiej
- Stan i sprawa Żydów polskich w XVIII wieku
- Drobna szlachta w Królestwie Polskim, Studium etnograficzno-społeczne (Warszawa 1885)
- Mazowiecka szlachta w poddaństwie proboszczów płockich
- Pisma historyczne tom 1 tom 2 tom 3
- Prześladowanie unitów w Królestwie Polskiem
- Szkoły historyczne w Polsce. Główne kierunki poglądów na przeszłość
- Konfederacya targowicka (Kraków 1903)
- Ostatni rok Sejmu Wielkiego. (Kraków 1897)
- Emigracja polska w latach 1795-97. Materiały historyczne (Warszawa 1911)

## Ordery i odznaczenia
- Krzyż Komandorski Orderu Odrodzenia Polski – 2 maja 1923 „w uznaniu zasług, położonych dla Rzeczypospolitej Polskiej na polu nauki”[5][6]